# Шеньчжоу-12
Шеньчжоу-12 (кит. спр. 神舟十一号, піньїнь: Shénzhōu shíyī hào, акад. Шеньчжоу ши хао, буквально ««Священний човен-12») — сьомий пілотований космічний корабель КНР серії Шеньчжоу. Запуск відбувся 17 червня 2021 року, по завершенні місії екіпаж повернувся на землю 17 вересня 2021.

## Екіпаж
| Тайконавт | Посада             | № польоту | Організація |
| --------- | ------------------ | --------- | ----------- |
| Не Хайшен | Командир           | 3         | CNSA        |
| Лю Бомін  | Пілот-оператор     | 2         | CNSA        |
| Тан Хунбо | Лаборант-дослідник | 1         | CNSA        |

## Запуск та політ
Запуск здійснено 17 червня о 01:22 (UTC) з китайського космодрому Цзюцюань. Стикування з космічною станцією відбулось того ж дня через 6 годин 32 хв. — о 07:54 (UTC).
16 вересня о 00:56 (UTC) спускна капсула з космонавтами на борту від'єдналась від станції та о 05:34 (UTC) 17 вересня успішно приземлилась на території Китаю.
Цей політ на той час став найбільш тривалим перебуванням китайських космонавтів на орбіті.

## Галерея

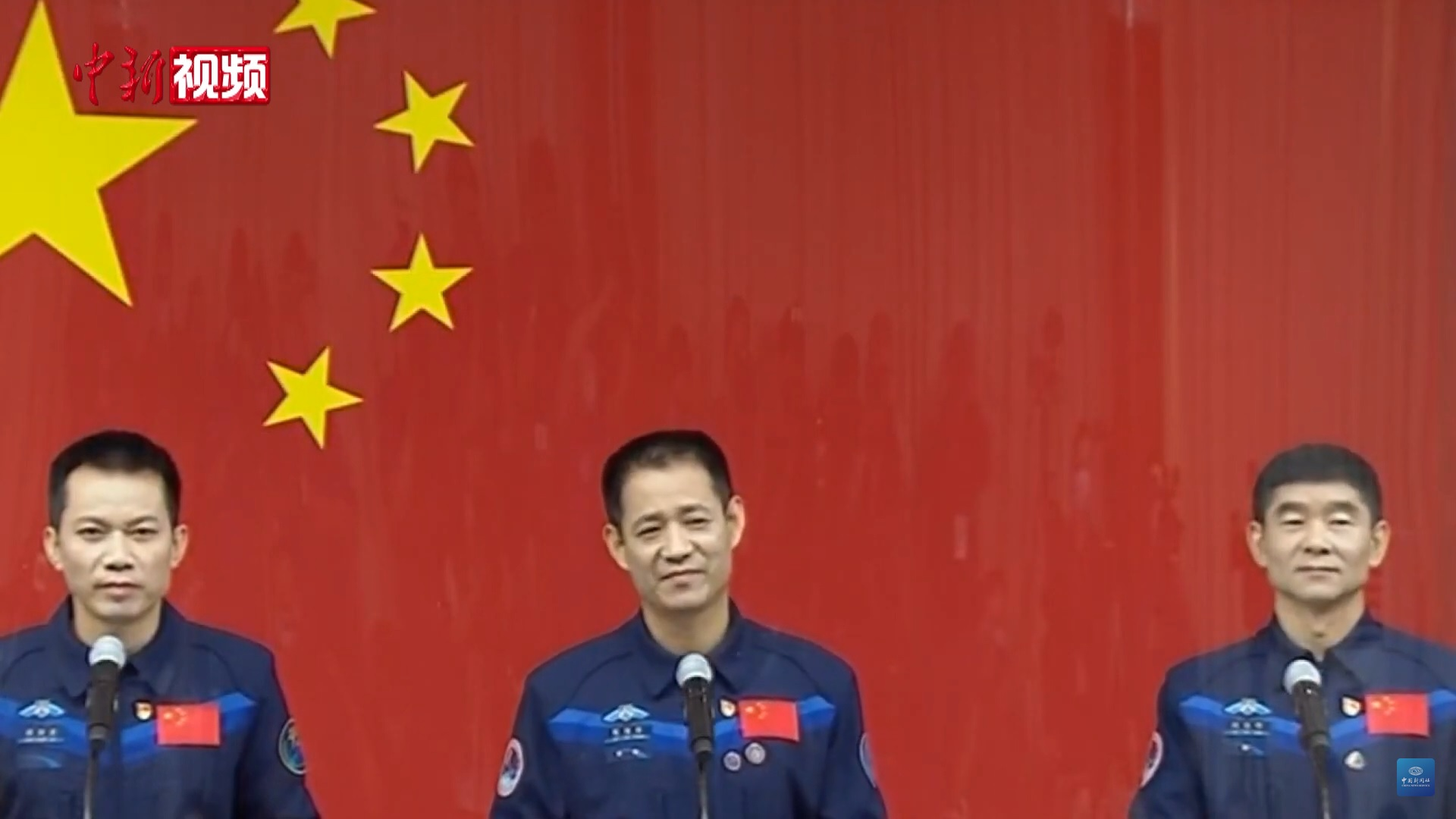